# Ruínas romanas da Bouça do Ouro
As Ruínas romanas da Bouça do Ouro é um sítio arqueológico romano localizado em Abilheiras, no lugar de Passinhos, freguesia de Boelhe, no Município de Penafiel, Distrito do Porto, em Portugal.

## História
Foram descobertas na década de 1980. De acordo com os mais idosos no local, à época foram realizadas diversas escavações, tendo sido identificados vestígios de uma pequena comunidade, local de passagem à época da presença romana, com local de culto.
Presentemente, as ruínas encontram-se rodeadas por uma vasta vinha, em terreno de privados.